# Raúl Alarcón García
Raúl Alarcón García (Saix, Alt Vinalopó, 25 de març de 1986) és un ciclista valencià, professional des del 2007 i que actualment corre en l'equip W52-FC Porto. La major part de la seva carrera la ha disputat formant part de diferents equips portuguesos.
Els seus èxits esportius més importants són les victòries finals a la Volta a Astúries de 2017 i a la Volta a Portugal de 2017 i 2018. El 21 d'octubre de 2019 la UCI el va sancionar de forma provisional por l'ús de substàncies prohibides. El 10 de març de 2021 es fa pública una suspensió de 4 anys, fins a l'octubre de 2023, i se li anul·len tots els seus resultats des del 28 de juliol de 2015.

## Palmarès
- 2006
  - Vencedor de 2 etapes a la Volta a Cantàbria
- 2009
  - 1r a la Clàssica Ciudad de Torredonjimeno
- 2010
  - 1r a la Copa d'Espanya
  - 1r a la Volta a Segòvia i vencedor de 2 etapes
  - 1r a la Cursa Ciclista del Llobregat
  - 1r al Circuit de Pontevedra
  - Vencedor d'una etapa a la Volta a Galícia
- 2011
  - Vencedor d'una etapa al Trofeu Joaquim Agostinho
- 2013
  - Vencedor d'una etapa a la Volta a Portugal
- 2016
  - Vencedor d'una etapa al Trofeu Joaquim Agostinho
- 2017
  - 1r a la Volta a Astúries i vencedor d'una etapa
  - 1r al Gran Premi Jornal de Notícias i vencedor de 2 etapes
  - 1r a la Volta a Portugal i vencedor d'una etapa
  - Vencedor d'una etapa a la Volta a la Comunitat de Madrid
  - Vencedor d'una etapa a la Volta Internacional Cova da Beira
- 2018
  - 1r al Gran Premi Nacional 2 de Portugal i vencedor d'una etapa
  - 1r a la Volta a Portugal i vencedor de 3 etapes